# Microvenator
Microvenator là một chi khủng long, được Ostrom mô tả khoa học năm 1970.